# Schronisko Dolne nad Źródłem
Schronisko Dolne nad Źródłem – obiekt jaskiniowy znajdujący się w skale Gęsiarnia w Dolinie Będkowskiej na Wyżyny Olkuskiej w obrębie Wyżyny Krakowsko-Częstochowskiej. Znajduje się w granicach wsi Będkowice w województwie małopolskim, w powiecie krakowskim, w gminie Wielka Wieś.

## Opis obiektu
Jest to duża nyża o północnej ekspozycji. Ma wysokość 5 m, szerokość 6 m i głębokość 3,5 m, a jej ściany są silnie strzaskane, zwietrzałe i kruche. Dno jest nieco wznoszące się z grubym namuliskiem.
Schronisko powstało w wyniku procesów krasowych w późnojurajskich wapieniach skalistych na pionowym pęknięciu. Namulisko składa się a wapiennego rumoszu na powierzchni przykrytego próchnicą i liśćmi. Jest jasne i w całości poddane wpływom środowiska. Na jego ścianach rozwijają się mchy i porosty. Brak nacieków.
Schronisko znane jest od dawna. Pozostałości ognisk wskazują, że czasami urządzane są przy nim biwaki.